# Bonamoudourou
Bonamoudourou est un quartier de la ville de Douala, capitale économique du Cameroun. Il est situé dans la commune d'arrondissement de Douala 1, subdivision de la Communauté urbaine de Douala.

## Histoire
Bonamoudourou  est un village de 3ème degré est situé dans le département de Wouri, région de Littoral et appartient au canton Deido.
Le temple de Bonamoudourou, situé à Deido (Douala), est construit sur les ruines d'une petite chapelle érigée en 1909 par des missionnaires de la Basel Mission. L’édifice actuel a été inauguré en 1912, ce qui en fait l’un des plus anciens lieux de culte protestant de la ville. Sa construction marque une étape importante de l’implantation du protestantisme à Douala, portée par l’action missionnaire européenne au début du XXe siècle

## Géographie

### Lieux populaires
- Stade de la Réunification
- Stade Mbappé-Léppé
- Monument La Nouvelle Liberté
- Marché New Deïdo
- Hôpital de District de Deido

## Population
Bonamoudourou compte environ 11 038 habitants, répartis presque équitablement entre hommes (5 462) et femmes (5 576), 
Ce village possède une population totale de 11038 habitants. Parmi eux, 5462 sont des hommes et 5576 sont des femmes 

## Institutions

### Lieux de cultes
- Temple de Bonamoudourou[3]